# The One That Got Away (Lied)
The One That Got Away ist ein Lied der US-amerikanischen Pop-Sängerin Katy Perry. Das Stück war die sechste Singleauskopplung aus Perrys drittem Studioalbum Teenage Dream. Das Lied wurde von Perry, Dr. Luke und Max Martin geschrieben und von den beiden Letzteren auch produziert.
Der Song ist eine Pop-Ballade über eine verlorene Liebe, der in E-Dur geschrieben ist und 138 bpm hat. Perrys Stimme reicht von G♯3 bis D♯5. Der Song folgt der Akkordfolge E-g♯-c♯-A.

## Hintergrund
Capitol Records bestätigte am 13. September 2011 gegenüber dem Billboard-Magazin, dass The One That Got Away die sechste Single Perrys werden würde. Die Entscheidung entstand aus Perrys Vorliebe für das Lied, denn es hat nach ihrer Meinung eine eingängige Hookline und könnte ein großer Erfolg bei den Pop-Radios werden. Die Plattenfirma verschickte The One That Got Away am 28. September 2011 an alle Mainstream-Radiosender.
Perry sagte in einer Erklärung des Labels:

„Ich bin so froh, dass wir ‚The One That Got Away‘ zu meiner sechsten Single erklärten, denn dieses Lied zeigt eine ganz andere Seite von mir, die ich mit den vorherigen Singles dieser Platte nicht gezeigt habe. Ich denke, jeder kann sich mit diesem Song identifizieren. Ich schrieb darüber, wie es ist, wenn man jemandem verspricht, für immer mit ihm zusammenzubleiben, aber man am Ende nicht in der Lage dazu ist. Es ist eine bittersüße Geschichte.“

## Remix-Versionen
Eine offizielle Remixversion des Liedes mit dem US-Rapper B.o.B wurde im Dezember 2011 in den Vereinigten Staaten veröffentlicht. Katy Perry veröffentlichte eine Remix-Version, damit The One That Got Away noch populärer und damit ihr sechster Nummer-eins-Hit aus einem Album würde. Damit hätte sie Michael Jackson überholt und wäre alleinige Rekordhalterin geworden. Perrys Vorhaben, eine Remix-Version des Liedes zu veröffentlichen und die Verkaufspreise des Liedes zu senken, damit sie Platz eins der Hitparade erreicht, wurde heftig kritisiert. Perrys Hits E.T. mit Kanye West und Last Friday Night (T.G.I.F.) mit Missy Elliott erreichten die Chartspitze auch erst, nachdem die Remix-Versionen veröffentlicht wurden. Das Billboard-Magazin diskutierte mit seinen Lesern die Notwendigkeit, Änderungen an den Charts-Regeln vorzunehmen. Einige Leser forderten, Preissenkungen und Remixversionen sollten sich nicht mehr auf den Erfolg eines Liedes auswirken. Perrys Verfahren mit Remix-Versionen und Preissenkungen nutzten bereits andere Künstler wie Rihanna und Britney Spears, die dadurch schon zahlreiche Nummer-eins-Hits erzielen konnten.

## Kommerzieller Erfolg

### Chartplatzierungen
In Australien debütierte The One That Got Away in der Woche zum 10. Oktober 2011 auf Platz 87. In Neuseeland erreichte das Lied Platz 12 und wurde dort mit einer goldenen Schallplatte ausgezeichnet. In den USA erreichte der Song Platz 3 der Billboard Hot 100.
| ChartsChartplatzierungen       | Höchstplatzierung | Wochen |
| ------------------------------ | ----------------- | ------ |
| Deutschland (GfK)              | 34 (18 Wo.)       | 18     |
| Österreich (Ö3)                | 19 (18 Wo.)       | 18     |
| Schweiz (IFPI)                 | 33 (15 Wo.)       | 15     |
| Vereinigte Staaten (Billboard) | 3 (24 Wo.)        | 24     |
| Vereinigtes Königreich (OCC)   | 18 (29 Wo.)       | 29     |

| ChartsJahrescharts (2012)      | Platzierung |
| ------------------------------ | ----------- |
| Vereinigte Staaten (Billboard) | 41          |

### Auszeichnungen für Musikverkäufe
| Land/Region                  | Auszeichnungen für Musikverkäufe (Land/Region, Auszeichnung, Verkäufe) | Verkäufe  |
| ---------------------------- | ---------------------------------------------------------------------- | --------- |
| Australien (ARIA)            | 5× Platin                                                              | 350.000   |
| Brasilien (PMB)              | 3× Platin                                                              | 180.000   |
| Dänemark (IFPI)              | Gold                                                                   | 45.000    |
| Deutschland (BVMI)           | Gold                                                                   | 150.000   |
| Italien (FIMI)               | Gold                                                                   | 15.000    |
| Kanada (MC)                  | 7× Platin                                                              | 560.000   |
| Mexiko (AMPROFON)            | Gold                                                                   | 30.000    |
| Neuseeland (RMNZ)            | 3× Platin                                                              | 90.000    |
| Österreich (IFPI)            | Platin                                                                 | 30.000    |
| Spanien (Promusicae)         | Platin                                                                 | 60.000    |
| Vereinigte Staaten (RIAA)    | 5× Platin                                                              | 5.000.000 |
| Vereinigtes Königreich (BPI) | 2× Platin                                                              | 1.200.000 |
| Insgesamt                    | 4× Gold · 26× Platin ·                                                 | 7.710.000 |

Hauptartikel: Katy Perry/Auszeichnungen für Musikverkäufe